# Efecto de sala

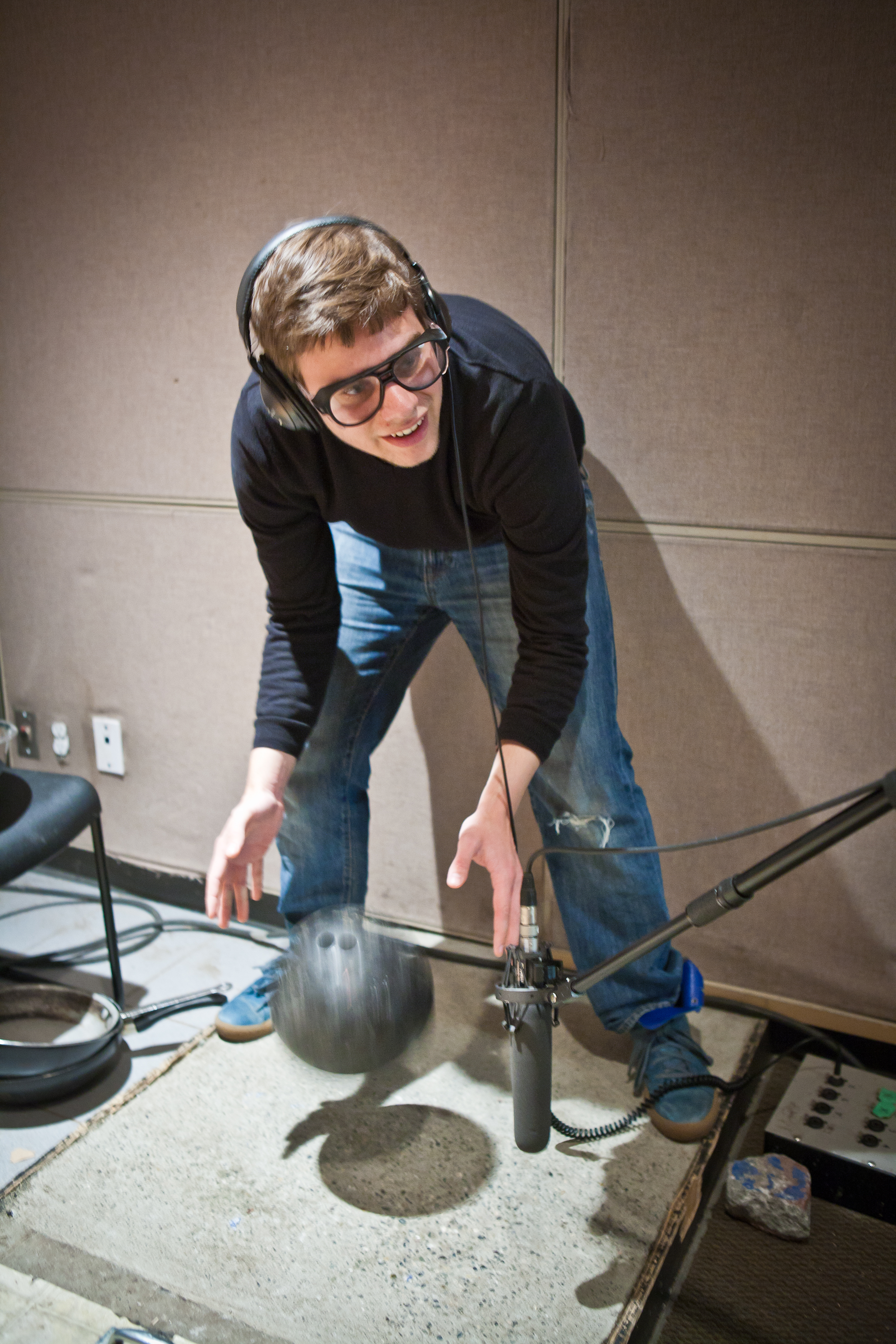
Grabación de efectos sala.

Los denominados efectos de sala también conocidos como efectos foley, son aquellos efectos que buscan la recreación de sonidos que por diversos motivos no fueron recogidos en el momento de la grabación de la escena. El término foley debe su nombre al neoyorquino Jack Foley, el cual desarrolló muchas de las técnicas que ahora se llevan a cabo en esta fase de la producción sonora.
En la gran mayoría de los casos el foley se acaba convirtiendo en un arte, un arte en desarrollo. No es un proceso fácil y requiere de mucha imaginación para llevar a cabo procesos asombrosos, como por ejemplo crear el sonido de un ser inexistente en el mundo real, o el despegue de una nave espacial.
Los nuevos sistemas digitales nos permiten la reproducción del más mínimo detalle sonoro, primando su realismo y su definición; Por este motivo ya no hablamos de diseño de sonido sino de arquitectura del mismo.
Los efectos sala (los foley) dejan de ser meros ruidos ocasionales y se convierten en auténticos decorados sonoros que acompañarán toda la acción de los personajes, hasta el más mínimo detalle.
La textura del suelo por donde andan los intérpretes, la textura de los ropajes que los visten, el material del que están hechos los objetos que tocan o mueven e incluso el aire que respiran los actores son obsesiones del efectista en estos momentos.

## Historia

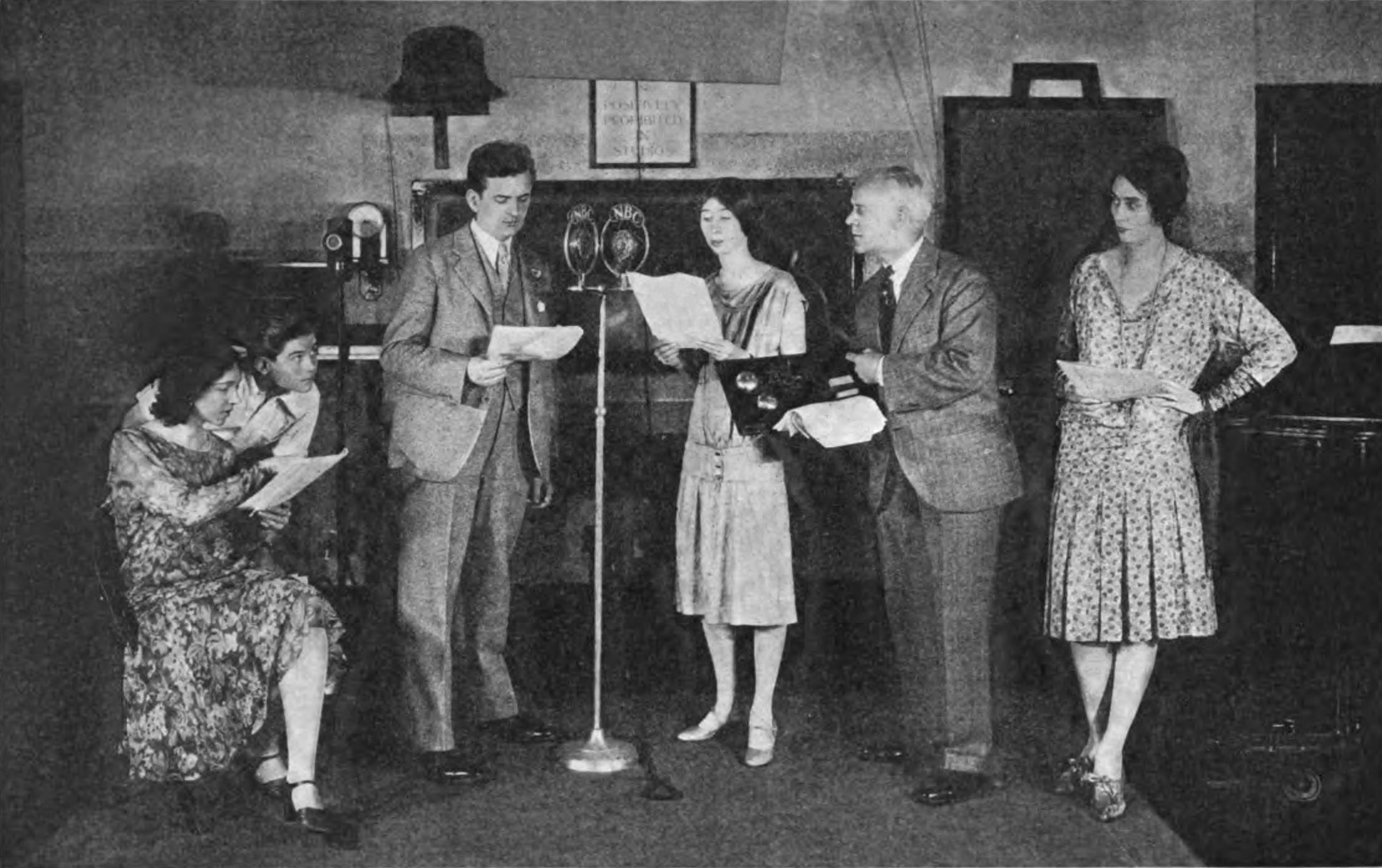
Uno de los primeros técnicos de efectos de sonido (centro derecha) añadiendo efectos a una obra de radio en directo en la década de 1920. Sostiene un tablero de efectos con el que puede simular teléfonos que suenan y puertas que se cierran.

Lo que ahora se denomina Foley se originó al añadir sonidos a las emisiones en directo de obras de radio desde los estudios de radio de todo el mundo a principios de la década de 1920. Las grabaciones fonográficas de la época no tenían la calidad ni la flexibilidad suficientes para reproducir fielmente la mayoría de los efectos sonoros en el momento en que se producían, por lo que un técnico de efectos sonoros tenía que crear todos los sonidos de las obras de radio en directo. Jack Donovan Foley empezó a trabajar con Universal Studios en 1914, durante la época del cine mudo. Cuando los estudios Warner estrenaron El cantor de jazz, su primera película con sonido, Universal sabía que tenía que seguir siendo competitiva y pidió a los empleados que tuvieran experiencia en radio que se presentaran. Foley pasó a formar parte del equipo de sonido que convirtió el entonces musical "mudo" de Universal Show Boat en un musical. Como los micrófonos de la época no podían captar más que los diálogos, hubo que añadir otros sonidos después de rodar la película. Foley y su pequeño equipo proyectaban la película en una pantalla mientras grababan una única pista de audio que capturaba sus efectos de sonido en directo. Su sincronización tenía que ser perfecta, para que los pasos y el cierre de las puertas se sincronizaran con los movimientos de los actores en la película. Jack Foley creó sonidos para películas hasta su muerte en 1967. Sus métodos básicos se siguen utilizando hoy en día.
Cuando Warner Brothers introdujo el Vitaphone, que permitía sincronizar el sonido con la imagen en movimiento, incluyó una partitura musical y efectos de sonido en su película de 1926 Don Juan.
El arte moderno del Foley ha progresado como lo ha hecho la tecnología de grabación. Hoy en día, los sonidos no tienen que ser grabados en vivo en una sola pista de audio. Pueden capturarse por separado en pistas individuales y sincronizarse cuidadosamente con su contraparte visual. Los estudios de foley emplean cientos de accesorios y efectos digitales para recrear los sonidos ambientales de sus películas.

## Algunos trucos y sus intenciones
Buena parte de las cosas que vemos en una película no tienen su sonido real, aquí es donde entra en juego el papel del artista de foley, por ejemplo, cuando en una película una persona golpea a otra con fuerza se suele emplear un látigo o una revista enrollada golpeando contra el suelo, lo curioso de este ejemplo es que un puñetazo no suena como un látigo o una revista golpeando algo pero como en la gran mayoría de las películas se hace así, la costumbre hace que apenas nos llame la atención ese sonido en esa acción, para el galope de una caballo es muy común el uso de cocos chocando, cuando en una película vemos a un ser que no existe realmente (monstruos, alienígenas...) o que existieron (dinosaurios u otros animales prehistóricos) el sonido de estos seres se consigue con la mezcla de los sonidos de animales o la modulación con pitch de un sonido no articulado de un humano (grito, gemido...).
Pero el foley no sirve solo para recrear sonidos, muchas veces se usa para enfatizar una acción o crear una sensación en el espectador, por ejemplo, cuando hay un golpe no solo se busca la recreación del sonido con las ideas ya citadas sino que por ejemplo se le añade de forma discreta un rugido de un león para enfatizar en el subconsciente del espectador ese suceso, es muy común buscar una sensación en las películas de terror, una de las formas más comunes es con sonidos que son desagradables o ponen en alerta de forma inconsciente al espectador, es muy común para ello el sonido de avispas volando, de una serpiente deslizándose o su silbido...

## Creación
El Foley es creado por el artista de sonido imitando la fuente de sonido real en un estudio de grabación. A menudo hay muchos pequeños efectos de sonido que ocurren dentro de cualquier escena de una película. El proceso de grabación de todos ellos puede llevar mucho tiempo.
El arte del foley se puede dividir en tres categorías principales - pies, movimientos y detalles.

### Pies
Esta categoría implica el sonido de los pasos. Para hacer el sonido de la bajada de una escalera, los artistas de Foley pisan con fuerza una losa de mármol mientras ven la grabación. Los estudios de Foley tienen muchos tipos de zapatos y varios tipos de suelos para crear sonidos de pisadas. Estos suelos, conocidos como Foley Pits, varían desde cuadrados de mármol hasta pozos de grava y roca. Crear el sonido justo de las pisadas puede mejorar mucho la sensación de una escena. A los artistas de Foley se les llama a menudo "Foley Walkers" o "Steppers" cuando trabajan en el subconjunto de Foley "pies".

### Movimientos
La categoría de "movimientos" compone muchos de los sonidos más sutiles que se escuchan en las películas, por ejemplo, el balanceo de la ropa cuando dos actores pasan uno al lado del otro. Este sonido se crea frotando dos trozos del mismo material cerca del micrófono a la misma velocidad con la que se cruzan las piernas del actor. La tela no siempre se utiliza y tiende a grabarse a discreción del mezclador de doblaje que, en última instancia, controla el resultado final del proceso de postproducción de audio.

### Específicos
El foley también puede incluir otros sonidos, como el de las puertas que se cierran y los timbres que suenan; sin embargo, estos tienden a realizarse de forma más eficiente utilizando efectos de sonido de stock, arreglados por los editores de sonido.
Los efectos de Foley ayudan al espectador a juzgar el tamaño de un espacio. Por ejemplo, una sala grande tiene una fuerte reverberación, mientras que una sala pequeña puede tener sólo una ligera reverberación. Los espacios exteriores abiertos no suelen tener ninguna reverberación.

### Trucos comunes
- Almidón de maíz en una bolsa de cuero hace el sonido de la nieve crujiendo.[2]
- Un par de guantes suena como el batir de las alas de un pájaro.[2]
- Una flecha o un palo delgado hacen un silbido.[2]
- Una silla vieja hace un crujido controlable.[2]
- Una bisagra oxidada empapada de agua cuando se coloca contra diferentes superficies hace un sonido chirriante. Diferentes superficies cambian el sonido considerablemente.[2]
- Una pesada pistola de grapas combinada con otros sonidos metálicos pequeños hacen buenos ruidos de pistola.[2]
- Un rastrillo de metal hace el sonido de traqueteo/chirrido de una valla de cadena; también puede hacer un chirrido metálico cuando se arrastra por una pieza de metal.[2]
- Una puerta y un guardabarros pesados pueden crear la mayoría de los sonidos de coche necesarios, pero es mejor tener un coche entero en el estudio.[2]
- La quema de bolsas de basura de plástico cortadas en tiras hace un sonido realista de una vela o un fuego suave no crepitante cuando la bolsa se derrite y gotea en el suelo.[2]
- La cinta de audio de ¼ de pulgada enrollada suena como hierba o maleza cuando se camina sobre ella.
- La gelatina y el jabón de manos hacen ruidos de aplastamiento.[2]
- La lechuga romana congelada hace ruidos de huesos o heridas en la cabeza.[2]
- Las cáscaras de coco cortadas por la mitad y rellenas de relleno hacen ruidos de cascos de caballo.[2]
- El celofán crea efectos de fuego crepitante.
- Se necesita una selección de puertas de madera y metal para crear todo tipo de ruidos de puertas, pero también se puede utilizar para sonidos de barcos que crujen.[2]
- Las bellotas, las manzanas pequeñas y las nueces sobre una superficie de parqué de madera pueden utilizarse para romper huesos.
- Las nueces se utilizan en lugar de cubitos de hielo en un vaso de agua porque no se derriten.
- La comida enlatada para perros puede usarse para las expulsiones de embriones de vainas alienígenas y las vocalizaciones de monstruos.[8]
- Las placas metálicas grandes y finas, cuando se doblan, se pueden utilizar para los truenos.

En La guerra de las galaxias, Ben Burtt introdujo una serie de efectos personalizados utilizados para la franquicia. El zumbido del sable de luz era el motor de un proyector de cine mezclado con el zumbido de un tubo de imagen de televisión y mezclado aún más. Los Blasters se basaban en el sonido de los tensos cables tensores de las torres de radio al ser golpeados, la respiración de Darth Vader en un regulador de buceo. El swoosh del caza TIE es una mezcla de ruidos de manada de elefantes ralentizados y de coches conduciendo por el agua, la voz de Chewbacca incluye el gemido de una morsa varada en una piscina seca junto con otras vocalizaciones de animales, y la charla de R2D2 incluye la propia voz de Burtt mezclada con los sonidos sintetizados para humanizar su efecto robótico.
The Firesign Theatre, una compañía cómica de radioteatro, rompía ocasionalmente la cuarta pared para burlarse de estas convenciones ("Había estado nevando en Santa Bárbara desde el principio de la página y tuve que sacudir la maicena de mis mukluks"), al igual que los actores de comedia Monty Python en su película Monty Python y el Santo Grial, que incluía un chiste recurrente de caballeros que simulaban montar a caballo mientras los escuderos los seguían detrás, aplaudiendo mitades de coco.

## Usos
El foley complementa o sustituye al sonido grabado en el plató en el momento del rodaje, conocido como grabación de campo. El paisaje sonoro de la mayoría de las películas utiliza una combinación de ambos. Un artista de Foley es la persona que crea este arte sonoro. Los artistas de Foley utilizan la creatividad para hacer creer a los espectadores que los efectos de sonido son realmente reales. El espectador no debe darse cuenta de que el sonido no ha sido realmente parte del proceso de filmación. Los sonidos de Foley se añaden a la película en la postproducción, una vez rodada. La necesidad de sustituir o mejorar los sonidos en una producción cinematográfica surge del hecho de que, muy a menudo, los sonidos originales captados durante el rodaje están obstruidos por el ruido o no son lo suficientemente convincentes para subrayar el efecto visual o la acción. Por ejemplo, las escenas de peleas a puñetazos en una película de acción suelen ser escenificadas por los actores de acción y, por tanto, no tienen los sonidos reales de los golpes. El atrezzo, los decorados y el vestuario suelen estar construidos con materiales relativamente baratos y ligeros que se asemejan visualmente a materiales más caros, pero que no suenan realmente. Los choques y las explosiones se suelen añadir o mejorar en la fase de postproducción. El efecto deseado es volver a añadir a la banda sonora original los sonidos que se excluyeron durante la grabación. Al excluir estos sonidos durante la grabación sobre el terreno y volver a añadirlos a la banda sonora durante la postproducción, los editores tienen un control total sobre cómo suena cada ruido, su calidad y el volumen relativo. Los efectos de Foley añaden profundidad y realismo a la calidad del audio para fuentes multimedia.
Los artistas de foley revisan la película mientras se ejecuta para averiguar qué sonidos necesitan para lograr el sonido y los resultados deseados. Una vez que reúnen el material y se preparan para su uso, practican los sonidos. Cuando consiguen el sonido deseado, ven la película y añaden los efectos de sonido al mismo tiempo. Esto es similar a la forma en que los actores vuelven a grabar el diálogo, sincronizando los labios con la imagen del vídeo o la película.
Las escenas en las que se sustituye el diálogo mediante doblaje también incluyen sonidos Foley. La sustitución automática de diálogos (ADR) es el proceso por el que se graban los sonidos de la voz en postproducción. Esto se hace mediante una máquina que recorre los sonidos de voz con la película hacia delante y hacia atrás para conseguir que el sonido acompañe con precisión los eventos que se observan en la película.  El objetivo de la técnica ADR es añadir los efectos de sonido en la película después del rodaje, para que los sonidos de la voz estén sincronizados. Muchos sonidos no se añaden en el momento del rodaje, y los micrófonos pueden no captar un sonido de la forma en que el público espera escucharlo. La necesidad de Foley aumentó drásticamente cuando los estudios empezaron a distribuir películas a nivel internacional, dobladas en otros idiomas. A medida que se sustituyen los diálogos, se pierden también todos los efectos de sonido grabados en el momento de los mismos.

## Artistas de Foley
Ben Burtt recreo más de 800 sonidos para Star Wars para poder adecuarlos a objetos y criaturas. Jack Donovan Foley fue el inventor del foley, entre sus trabajos destaca el de Espartaco, José Caldararo con películas como "El secreto de sus ojos".

## Curiosidades
En la película Historias de Lisboa (1994) de Wim Wenders hay escenas en las que se ve a un técnico de sonido grabando efectos sala para una película.
Como curiosidad destacar como en la película los caballeros de la mesa cuadrada se juega de forma irónica con el uso del foley y cuando se escuchan el golpeo de dos cocos en lugar de aparecer un caballo aparece un personaje chocando los dos cocos.